# Franz Etzel

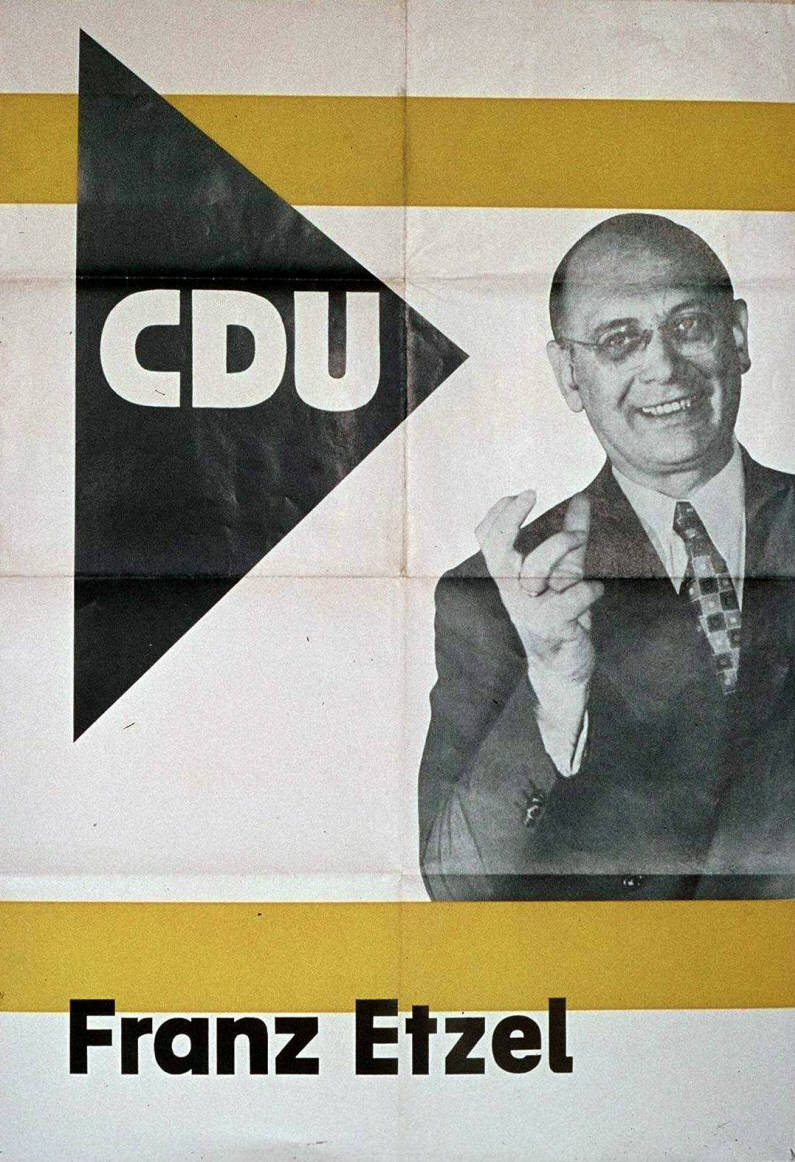
Wahlplakat 1957

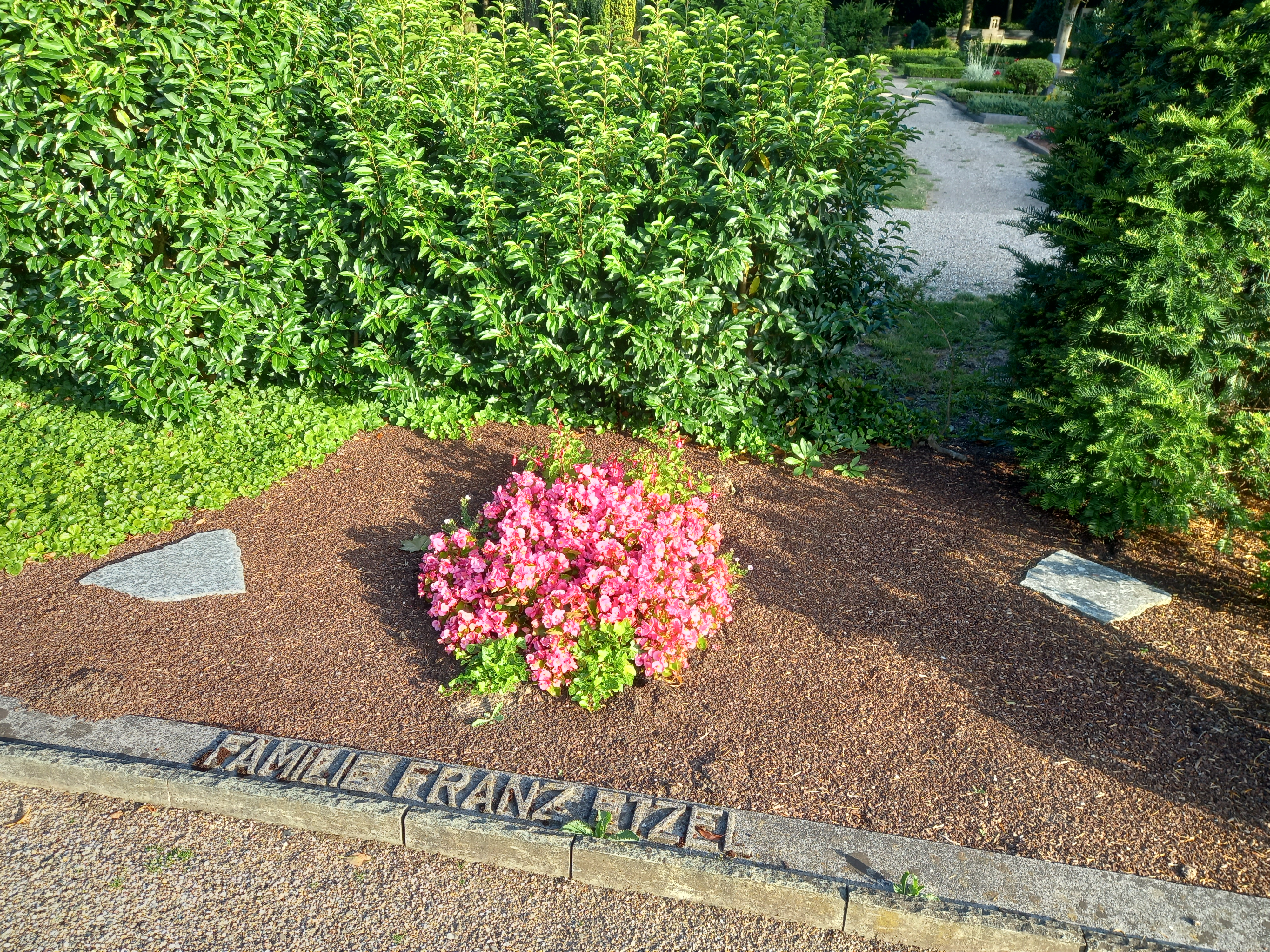
Das Grab von Franz Etzel auf dem Kommunalfriedhof in Wesel

Franz Etzel (* 12. August 1902 in Wesel; † 9. Mai 1970 in Wittlaer bei Düsseldorf) war ein deutscher Politiker (CDU). Er war von 1957 bis 1961 Bundesminister der Finanzen.

## Ausbildung und Beruf
Neben der Schulzeit war Etzel, der evangelischen Glaubens war, auch als Bergmann tätig. Nach dem Abitur 1922 absolvierte Etzel ein Studium der Rechtswissenschaft, welches er 1925 mit dem ersten und 1930 mit dem zweiten juristischen Staatsexamen beendete. Seit 1930 war er als Rechtsanwalt und ab 1939 auch als Notar in Duisburg tätig. Von 1939 bis 1945 nahm er als Soldat am Zweiten Weltkrieg teil, zuletzt als Oberleutnant der Infanterie.
Von 1961 bis zu seinem Tode war er persönlich haftender Gesellschafter des Bankhauses Friedrich Simon in Düsseldorf. Außerdem nahm er seit seinem Ausscheiden aus dem Ministeramt mehrere Aufsichtsratsposten an. Sein Nachlass befindet sich teilweise im Bundesarchiv und teilweise im Archiv für Christlich-Demokratische Politik in der Konrad-Adenauer-Stiftung.

## Partei
Während der Weimarer Republik war Etzel zunächst Mitglied der NSDAP, aus der er 1927 austrat, und danach der DNVP, als deren Jugendführer im Landesverband Niederrhein er von 1931 bis 1933 amtierte. 
1945 zählte Etzel zu den Mitbegründern der CDU in Duisburg und leitete deren Kreisverband bis 1949. Von 1946 bis 1949 war er Mitglied im geschäftsführenden Vorstand der CDU Nordrhein und im Zonenausschuss der CDU in der Britischen Besatzungszone und von 1947 bis 1949 zudem Vorsitzender des Wirtschaftsausschusses der CDU in der britischen Zone. Der Ausschuss verfasste unter seiner Leitung die Düsseldorfer Leitsätze zur Sozialen Marktwirtschaft, die eine deutliche Abkehr vom christlichen Sozialismus des Ahlener Programms bedeuteten und die eigentliche programmatische Grundschrift der sozialen Marktwirtschaft darstellen. Von seinen wirtschaftspolitischen Vorstellungen her stand Etzel eher Alfred Müller-Armack als Ludwig Erhard nahe.
1950 wurde Etzel dann auch Vorsitzender des neu eingerichteten Bundesausschusses für Wirtschaftspolitik der CDU. Der Ausschuss vermittelte Vorstellungen der Wirtschaft und bot vor allem Ludwig Erhard Unterstützung, dem Neigung und wohl auch Fähigkeiten fehlten, sich eine breite Basis in seiner eigenen Fraktion zu sichern. Ein wesentliches Ergebnis von Etzels Tätigkeit stellte das Investitionshilfegesetz von 1952 dar, das über erweiterte Abschreibungsmöglichkeiten die Kapitalbildung bei bundesdeutschen Unternehmen deutlich förderte. Die so ermöglichte Selbstfinanzierung war für die Expansion der deutschen Wirtschaft dringend erforderlich, brachte Etzel aber auch den Ruf ein, ein Mann der Industrie zu sein.

## Abgeordneter
Von 1949 bis zum 4. Januar 1953 und erneut von 1957 bis 1965 war Etzel Mitglied des Deutschen Bundestages. Hier war er von 1949 bis zum 8. Oktober 1952 Vorsitzender des Wirtschaftsausschusses und stellvertretender Vorsitzender des Ausschusses gemäß Artikel 15 des Grundgesetzes („Sozialisierungsausschuß“). 
Von 1961 bis 1965 war Etzel Vorsitzender des Arbeitskreises für Finanz- und Steuerfragen der CDU/CSU-Bundestagsfraktion. 
Franz Etzel zog 1949 als direkt gewählter Abgeordneter des Wahlkreises Rees–Dinslaken in den Bundestag ein. 1957 und 1961 gewann er das Direktmandat im Wahlkreis Remscheid–Solingen.

## Öffentliche Ämter
Von 1952 bis 1957 war er Vizepräsident der Hohen Behörde der Europäischen Gemeinschaft für Kohle und Stahl (EGKS). In dieser Funktion war er wesentlich an der Gründung der EWG beteiligt. Allerdings geriet er über die Ausgestaltung der europäischen Zusammenarbeit in eine Auseinandersetzung mit Wirtschaftsminister Ludwig Erhard, der eine vertiefte staatliche Zusammenarbeit auf europäischer Ebene ablehnte.
Die erfolgreiche Tätigkeit auf der europäischen Ebene im Verbund mit seiner konzeptionellen Kompetenz machten Etzel „ministrabel“, als er 1957 in den Bundestag zurückkehrte. Da die Einrichtung eines Europaministeriums scheiterte und zudem Spannungen zwischen Bundesfinanzminister Fritz Schäffer und Bundeskanzler Adenauer herrschten, kam Etzel als neuer Finanzminister in Betracht. Er hatte sich schon in einem Brief an Adenauer vom 4. Juni 1956 durch eine deutlich vernehmbare Kritik an der liquiditätsvermindernden Politik Schäffers für dessen Nachfolge empfohlen. Schäffer hatte strikte Haushaltsdisziplin gehalten, die ersparten Beträge jedoch nicht wieder in den Wirtschaftskreislauf einfließen lassen, sondern dem Geldmarkt entzogen („Juliusturm“). Etzel setzte dem ein eigenes Konzept zur Kapitalmarkt- und Vermögenspolitik entgegen, für das er auf dem ersten Wirtschaftstag der CDU am 18. Juli 1957 viel Zuspruch bekam.
Nach der Bundestagswahl 1957 wurde er am 29. Oktober 1957 als Bundesminister der Finanzen in die von Adenauer geführte Bundesregierung berufen. Als Finanzminister konnte er wesentliche Elemente seiner Vorstellungen umsetzen. Die angehäuften Kassenüberschüsse des Bundes wurden nicht nur ohne Gefahr für die Stabilität der D-Mark verwendet, sondern trugen auch entscheidend dazu bei, dass die für die Wiederaufrüstung nötigen Ausgaben nicht über eine Kreditaufnahme aufgebracht werden mussten.
Die erfolgreiche Durchführung einer maßgeblich von ihm selbst konzipierten Steuerreform stellt wohl Etzel bedeutendste Leistung dar. Es dürfte sich dabei um die bislang am konsequentesten durchdachte Neuordnung des Steuerwesens in der Geschichte der Bundesrepublik handeln, bei der ein neuer Einkommensteuertarif mit deutlich gesenkten Sätzen mit einer reduzierten Körperschaftsbesteuerung kombiniert wurde. Das Sparprämiengesetz von 1959 flankierte durch die Förderung des privaten Vermögensaufbaus die Entlastung für die Industrie: Etzel setzte durchaus auch die soziale Komponente des CDU-Wirtschaftsprogramms in seinem Bereich um. 
Diese unbestrittenen Erfolge – in der Einkommensbesteuerung hatte Etzels Neuordnung bis 1990 Bestand – und seine Vermittlungstätigkeit zwischen Politik und Wirtschaft ließen Etzel innerhalb der nächsten zwei Jahre zu einem der profiliertesten Minister im Kabinett werden. Als Adenauer im Frühjahr 1959 mit dem Gedanken spielte, selbst Bundespräsident zu werden, brachte er deshalb Etzel als seinen Nachfolger ins Gespräch. Neben der Anerkennung für dessen Leistungen spielte jedoch auch der Wunsch, einen Kanzler Erhard zu verhindern, bei diesen Überlegungen eine Rolle.
Die kurzfristige Rolle als potentieller Nachfolger Adenauers bildete den Wendepunkt von Etzels politischer Karriere. Etzel gab 1959 ohne Konsultation der zuständigen Kabinettskollegen dem Druck aus der Unionsfraktion in der Frage der Kriegsopferversorgung nach. Etzels eigene Formulierung, er werde eine Haushaltspolitik hart „am Rande des Defizits“ betreiben, die eigentlich als Gegenposition zur Hortungspolitik seines Vorgängers Schäffer gemeint war, kehrte sich nun gegen ihn. Außerdem lavierte er in der in der Öffentlichkeit kontrovers diskutierten Frage der Aufwertung der D-Mark sehr unglücklich. Politisch angeschlagen, schied er am 14. November 1961 aus der Bundesregierung wieder aus.

## Ehrungen
1966 wurde Etzel die Ehrendoktorwürde der Technischen Universität Berlin verliehen. In seinem Geburtsort Wesel ist der Franz-Etzel-Platz vor dem Bahnhof nach ihm benannt.

## Sonstiges
Etzel war Mitglied der Straßburger Turnerschaft Cheruscia München.

## Veröffentlichungen
- Das Investitionsproblem in den Grundstoffindustrien, Deutsches Industrieinstitut, 1952.
- Stand und Probleme der wirtschaftlichen Integration, Deutsche Industrieverlagsgesellschaft, 1958.
- Ziele der Steuerreform, Furche-Verlag, 1959.
- Gutes Geld durch gute Politik, Seewald, 1959.
- Mit Europa zur Freiheit und Einheit, Deutsche Industrieverlagsgesellschaft, 1959.
- Finanzpolitik im Kräftefeld zwischen innerer und äußerer Sicherheit, 1960
- Finanzpolitik, Aussenwirtschaft und Integration, 1960
- Finanzpolitik in der Hochkonjunktur, 1960.
- Die christlichen Grundlagen der wirtschafts- und Finanzpolitik, 1960.
- Steuererhöhungen, Eichholz-Verlag, 1963.
- 16 Jahre SPD-Steuerpolitik, 1965.